# Henodus
Henodus var ett släkte av placodonter under slutet av trias. Den enda kända arten är Henodus chelyops. Fossil av arten hittades i Tyskland nära Tübingen.
Henodus liknade en modern sköldpadda i kroppen. Skölden och kroppen var dock bred, lika bred som lång och skölden nära kvadratisk med rundade hörd. Henodus hade ett fyrkantigt huvud och saknade tänder. Istället hade den en hård näbb för att kunna äta skaldjur.